# Penlee Point Battery

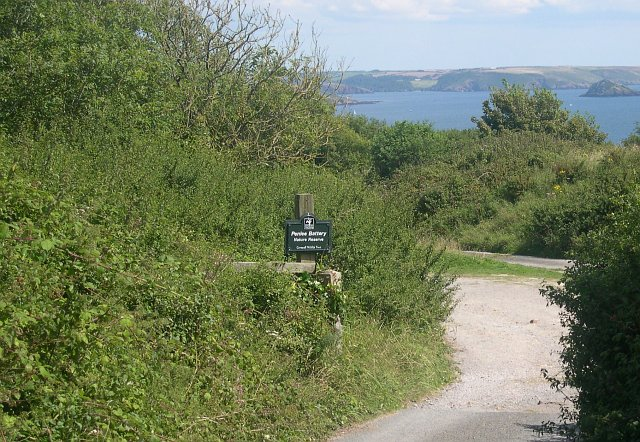
Der ehemalige Standort der Geschützstellung

Penlee Point Battery war eine Küstenbefestigung auf der Halbinsel Rame in der Grafschaft Cornwall in Großbritannien. Die Anlage lag 1,5 km südöstlich von Cawsand und wurde gegen Ende des 19. Jahrhunderts zum Schutz des Hafens von Plymouth und der Marinebasis Devonport errichtet.
Auf Grund der Empfehlungen der Royal Commission on the Defence of the United Kingdom war der Hafen von Plymouth in den 1870er- und 1880er-Jahren mit einem Fortgürtel befestigt worden. Zum weiteren Ausbau der Küstenbefestigungen wurde 1885 vorgeschlagen, am Penlee Point an der Einfahrt in den Plymouth Sound eine Geschützstellung zu errichten. Der Bau der Anlage begann 1889. 1894 wurden zwei Küstengeschütze mit dem Kaliber BL 13,5 inch (343 mm) installiert, hinzu kamen insgesamt vier Geschütze mit dem Kaliber BL 6 inch guns Mk II–VI (152 mm). Die beiden 67 t schweren 13,5-Inch-Geschütze waren die schwersten Geschütze, die je zur Küstenverteidigung in Großbritannien installiert wurden. Zur Anlandung der Geschütze wurde eigens eine betonierte Anlegestelle, die Penlee Point Steps, gebaut. Der eine Woche dauernde Transport der Geschütze von der Anlegestelle zur Geschützstellung erfolgte mit Hilfe von 80 Pferden und über 200 Mann. Beim Probeschießen barst jedoch die Betonbettung eines der Geschütze, so dass nur eines der beiden Geschütze einsatzbereit war. Die Geschützstellung wurde vervollständigt durch Unterkünfte für die Geschützbedienungen sowie unterirdische Munitionslager. Gegen Angriffe von Land war die Küstenbefestigung durch einen Graben und einen Zaun gesichert. Da die Geschütze schon bald veraltet waren, wurden sie von 1903 bis 1910 durch drei Geschütze mit dem Kaliber 9,2 Inch (234 mm) ersetzt.
Nach dem Ersten Weltkrieg wurde eines der drei Geschütze abgebaut, doch 1929 wieder ersetzt. 1936 wurden die Lafetten umgebaut, so dass die Reichweite der Geschütze auf 32 km gesteigert werden konnte. Weder im Ersten noch im Zweiten Weltkrieg wurde die Geschützstellung in Kampfhandlungen verwickelt. 1956 wurden die Geschütze abgebaut, in den 1970er-Jahren wurden die Geschützbettungen und die anderen Bauten mit Erde verfüllt. Aufgrund dieser Verfüllungen sind von der Batterie heute nur noch wenige Überreste zu sehen. Das Gelände gehört heute mit zum Mount Edgcumbe Country Park und ist ein Naturschutzgebiet des Cornwall Wildlife Trust. In dem aus Wald und Wiesen bestehenden Schutzgebiet wächst auch der seltene Bienen-Ragwurz. 1995 wurde in der ehemaligen Geschützstellung eine Granitskulptur von Greg Powlesland aufgestellt.